# Береза Григорій Пантелеймонович

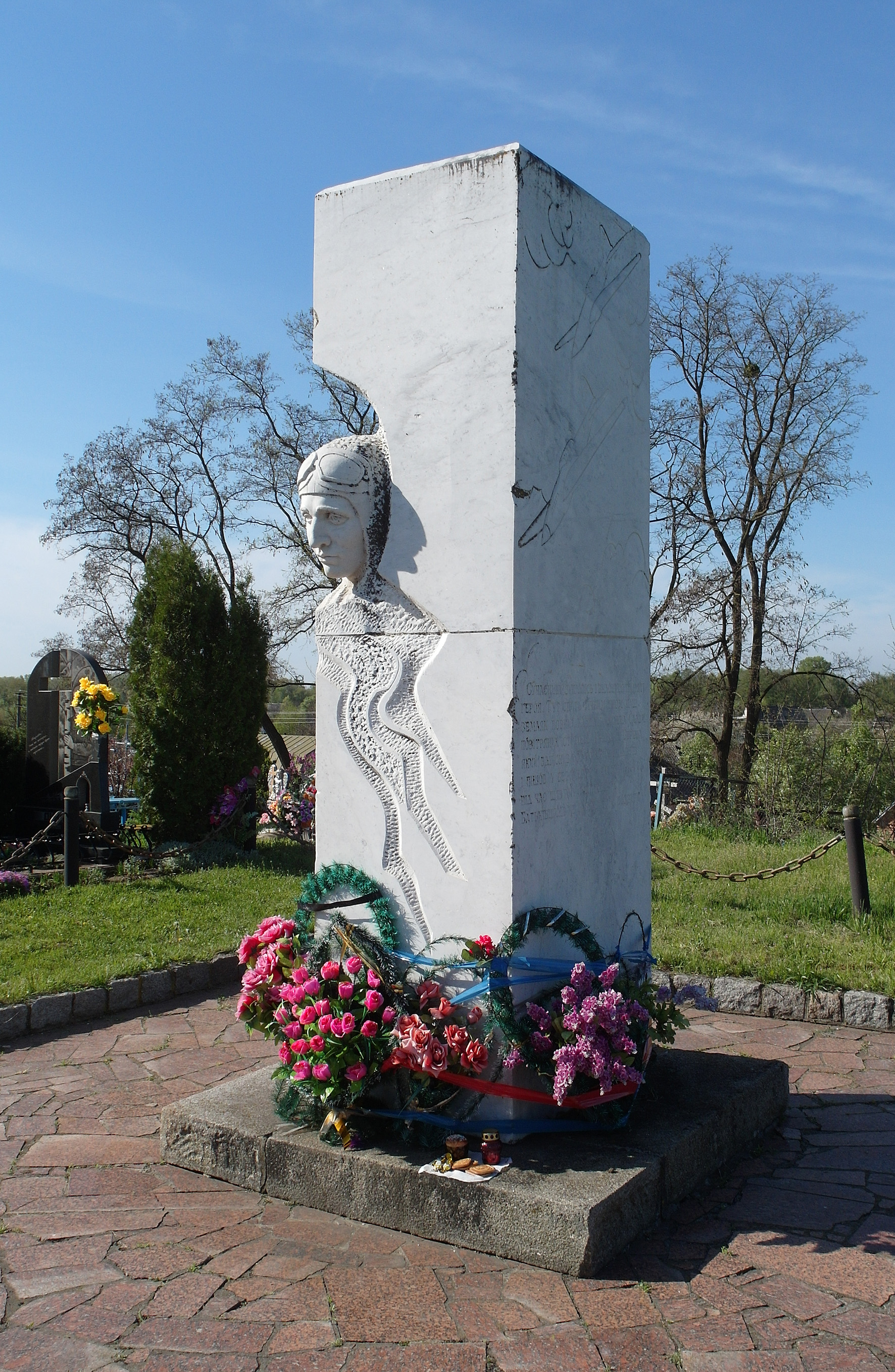

Григорій Пантелеймонович Береза (27 лютого 1922, Богушкова Слобідка — повітряний стрілець 74-го гвардійського штурмового авіаційного полку (1-ша гвардійська штурмова авіаційна дивізія, 1-ша повітряна армія, 3-й Білоруський фронт), гвардії старшина, повний кавалер ордена Слави.

## Біографія
Народився 27 лютого 1922 року в селі Богушкова Слобідка (нині Благодатне Золотоніського району Черкаської області в Україні) в родині селянина. Закінчив середню школу.
У Червоній Армії з 1940 року. У 1942 році закінчив Харківське військово-авіаційне училище. На фронті у радянсько-німецьку війну з березня 1943 року. Воював у складі 74-го гвардійського штурмового авіаційного полку на Південному і 3-му Білоруському фронтах. Був повітряним стрільцем літака Іл-2. Член ВКП(б) з 1944 року. Брав участь з боях за відвоювання Донбасу і Придніпров'я, Криму та Литви, бив ворога у Східній Пруссії.
До 17 жовтня 1944 року гвардії старшина Береза зробив 61 бойовий виліт на штурмівку скупчень живої сили і техніки. Брав участь у 19 повітряних боях. Разом з екіпажем 26 червня 1944 року збив винищувач Ме-109. 27 серпня особисто збив Ме-109. Знищив понад 30 фашистів.
Наказом від 5 листопада 1944 року гвардії старшина Береза Григорій Пантелійович нагороджений орденом Слави 3-го ступеня (№ 125354).
28 січня 1945 гвардії старшина Береза при бомбардуванні ворожих позицій у районі міста Кенігсберг (нині Калінінград) вогнем з кулемета придушив зенітну батарею. До цього дня скоїв 81 бойовий виліт на штурмівку військ противника, завдавши йому відчутних втрат.
Наказом від 7 лютого 1945 року гвардії старшина Береза Григорій Пантелійович нагороджений орденом Слави 2-го ступеня (№ 4429).
До березня 1945 року на рахунку гвардії старшини Берези було вже 105 успішних бойових вильотів, під час яких брав участь більш ніж у 30 повітряних боях з винищувачами противника. 28 лютого 1945 року при нанесенні бомбового удару спалив шість автомобілів з боєприпасами і вразив багато гітлерівців. Був представлений до нагородження орденом Слави 1-го ступеня.
7 квітня 1945 року під час нанесення штурмового удару на південній околиці Кенігсберга, біля бастіону «Фрідландський» літак заступника командира першої ескадрильї гвардії старшого лейтенанта Ісаєва, стрільцем у якого був гвардії старшина Береза, був збитий зенітною артилерією. Через кілька днів, відразу після взяття Кенігсберга, на місце загибелі екіпажу вирушила пошукова група разом з комісаром полку І. Є. Коваленко. Знайти місце падіння літака і останки льотчиків не вдалося.
Указом Президії Верховної Ради СРСР від 19 квітня 1945 року за зразкове виконання завдань командування в боях з німецько-фашистськими загарбниками гвардії старшина Береза Григорій Пантелійович нагороджений орденом Слави 1-го ступеня.
Нагороджений орденами Червоної Зірки, Слави 3-х ступенів.
У листопаді 1973 року при проведенні робіт з очищення водойми, що оточує колишній бастіон «Фрідландський», в мулі були виявлені уламки літака Іл-2. За уривків документів вдалося встановити імена членів екіпажу — гвардії старший лейтенант Ісаєв Юхим Максимович і гвардії старшина Береза Григорій Пантелійович.
Похований на батьківщині, в селі Благодатне (колишня Чапаївка) Золотоніського району Черкаської області.
На місці загибелі екіпажу встановлено пам'ятник.